# Givre mou

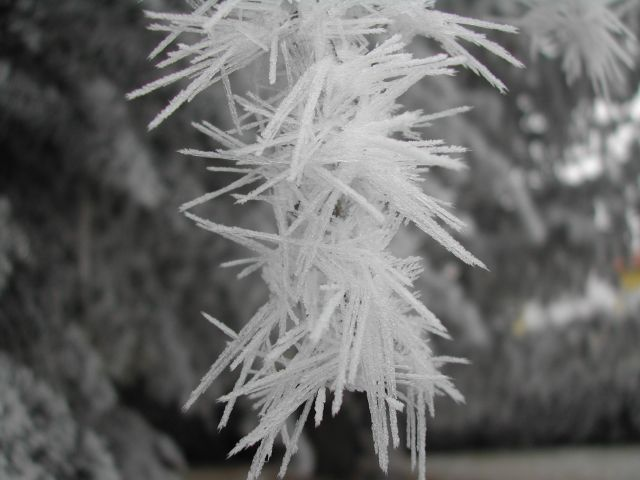
Cristaux de givre mou sur une branche d'arbre

Le givre mou est un dépôt de glace opaque provoqué par la présence d'un brouillard givrant. Les conditions pour sa formation sont une température sous le point de congélation et une faible ventilation. Il se dépose principalement sur les surfaces verticales, en particulier les pointes et les bords d'objets. Du côté du vent, il peut former des couches très épaisses, de longs cônes plumeux ou des aiguilles orientées dans le sens du vent et ayant une structure similaire à celle du givre.

## Description
Le givre mou est semblable en apparence au givre de surface mais au lieu de se former par congélation de gouttelettes de rosée ou de nuage avec la chute des températures après leur déposition sur une surface, il se forme par dépôt direct de la vapeur d'eau ou de très petites gouttelettes du brouillard en glace solide sur le support.
Les formations de givre mou ressemblent à des aiguilles et à des écailles de glace blanche. Celles-ci sont fragiles et peuvent être facilement secouées des objets. Les facteurs favorisant le givre mou sont la petite taille des gouttes du brouillard, l’accumulation lente d’eau liquide, le degré élevé de surfusion et la dissipation rapide de la chaleur latente de fusion. Les conditions opposées favorisent la glace de densité supérieure, telle que la gelée blanche ou du givre transparent.
Une couche épaisse de gelée blanche ressemble aussi beaucoup au givre mou mais le processus de formation est différent : la gelée blanche se produit lorsqu'il n'y a pas de brouillard, l'humidité relative de l'air est supérieure à 90% et les températures sont au-dessous de −8 °C.